# Назарова Олександра Іванівна
Олександра Іванівна Назарова (нар. 17 липня 1940, Ленінград — пом. 20 серпня 2019, Москва) — радянська і російська актриса театру і кіно. Народна артистка Російської Федерації (2001).

## Життєпис
Олександра Назарова народилася 17 липня 1940 року в місті Ленінграді в акторській родині. Батько — Назаров Іван Дмитрович (1899—1963), заслужений артист РРФСР . Мати — Матвєєва Олександра Прокопівна (1912—1996), радянська актриса.
Першу роль зіграла в 6 років у театрі. 1961 року закінчила Ленінградський театральний інститут імені Олександра Островського. Грала в Центральному дитячому театрі.
З 1965 по 2019 роки служила в Московському драматичному театрі імені Єрмолової. Знялася в понад 90 фільмах і телевізійних серіалах, дублювала іноземні фільми, працювала над озвучуванням мультфільмів і комп'ютерних ігор, працювала в антрепризі.

## Нагороди
У 1976 році удостоєна звання Заслужений артист Російської РФСР. Указом Президента Росії 26 січня 2001 року Олександрі Назаровій присвоєно почесне звання Народний артист Російської Федерації.

## Родина
Була двічі одружена. Перший шлюб у 1960-х роках з Юрієм Приходьком, кінооператором, з яким познайомилася під час зйомок. Прожили разом десять років.
Другий шлюб з Юрієм Михайловим, лікарем-реаніматологом, був нетривалим. Син Дмитро (1970—2011), який народився в другому шлюбі, трагічно загинув. Внучка Олександра (нар. 2009) перебувала під опікою бабусі та жила разом з нею.

### Смерть
Олександра Назарова страждала на захворювання легень. З липня 2019 року перебувала в лікарні. Померла 20 серпня 2019 року на 80-му році життя в Москві від поліорганної недостатності. Похована 24 серпня на Троєкурівському цвинтарі.

## Театр

### Театр імені Єрмолової
- «Біг» — Олька
- «Місячна соната» — Костя
- «Місяць у селі» — Вірочка
- «Нерівний шлюб» — Катя
- «Бременські музиканти» — Маркіза
- «Золотий хлопчик» — танець-марш
- «Завтра о сьомій» — Таня
- «Старший син» — Ніна
- «Біле літо» — Альбіна
- «Ван Гог» — Повія, сестра Ван Гога
- «Збіг обставин» — Вірочка
- «Крейцерова соната» — Куряща дама
- «Дон Жуан повертається з війни» — Художниця
- «Як виняток» — Лія
- «З трьох до шести» — Сусанна Мелітонівна
- "Снігова королева — Ворона
- «Останній відвідувач» — Міліціонер
- «Чудна баба» — Баба в чобітках
- «Другий рік свободи» — Громадянка Парижа
- «Мері Поппінс» — міс Ендрю
- «Запрошення на страту» —  Батько міста
- «Калігула» — Горбань
- «Біснуватим» — Дар'я
- «Навіщо підеш…» — Бальзамінова
- «Степанчиково» — Обноскіна
- «Весілля. Ювілей» — Мерчуткіна
- «Марія Стюарт» — Анна Кеннеді
- «Погана квартира» — Матуся
- «Велика Катерина» — Дашкова
- «Танго» — Євгенія
- «На добраніч, мама» — Мати
- «День космонавтики» — Нюшка
- «Ми не одні, дорога» — міс Браун
- «Аделаїда» — Віолетта
- «Конвей» — Керол
- «Створивши диво» — Еллен
- «Теорія неймовірності» — Катаріна
- «Бал злодіїв» — Джульєтта

### Антреприза
- 2016 — «Експрес „Каліфорнія“» — Люсі Купер (реж. Євдокія Германова. Театральна компанія «ФІТ»)[9].
- 2010 — «Дівчата з календаря» — Джессі (реж. Олександр Устюгов, Театр «Ательє»).

## Фільмографія
1. 1961 — А якщо це кохання? — Надя Брагіна
2. 1961 —  Обрій — працівниця пошти
3. 1962 — Подорож у квітень — телеграфістка
4. 1965 — Кохана — Іра Єгорова
5. 1967 — Софія Перовська — Софія Перовська
6. 1975 — Будинки вдівця
7. 1979 — Екіпаж — пасажирка
8. 1979 — Шкіра білого ведмедя — Шура Коровкіна
9. 1980 — Мелодія на два голоси — вчителька літератури
10. 1981 — Тропініни — Світлана Сергіївна
11. 1982 — Колискова для брата — мати Кирила
12. 1986 — Земля мого дитинства — Лізавета
13. 1988 —  Крок — працівниця лабораторії
14. 1988 — Театральний сезон
15. 1988 — Сіра миша — Віра
16. 1989 — Любов з привілеями — домоправительниця Антоніна Петрівна
17. 1990 — Марія Магдалина — господарка квартири
18. 1991 — Армавір — мати курсанта
19. 1992 — Дрібниці життя — вчителька
20. 1997 — Принцеса на бобах — мати Ніни
21. 1998 — Відображення — мати
22. 1998 — Круті: смертельне шоу — секретарка
23. 1999 — Будемо знайомі! — бабуся Антона Тимофєєва
24. 1999 — 2003 — Прості істини — бабуся Люсі Мазуренко
25. 2000 — Кордон. Тайговий роман — Аннушка
26. 2001 — Злодійка —  Роза Марківна
27. 2001 — 101-й кілометр — бабуся
28. 2002 — Дві долі — епізод
29. 2002 — Синоптик — старенька в аптеці
30. 2002 — Таємний знак. Частина перша — бабуся Вано
31. 2002 — Бригада — бабуся Ольги
32. 2002 — Злодійка 2. Щастя на прокат — Роза Марківна
33. 2002 — Слідство ведуть ЗнаТоКи. Десять років по тому (Справа № 23. «Третейський суддя») — Тимофіївна
34. 2003 — Москва. Центральний округ — Муза Веніамінівна
35. 2003 — 2015 — Єралаш — різні ролі (6 сюжетів)
36. 2003 — Повернення Мухтара — Шмідт
37. 2003 — Смугасте літо — баба Соня
38. 2003 — Сель — епізод
39. 2003 — Історія весняного призову
40. 2004 — Таксистка —  Марія Олександрівна Бичкова
41. 2004 — Прощайте, доктор Фрейд! — Анна Павлівна
42. 2004 — Любовні авантюри — Маман
43. 2004 — 2008 — Фитиль — різні ролі (12 сюжетів)
44. 2004 —  Торгаші — Яніна Іванівна
45. 2004 —  Кадети — бабуся
46. 2004 — Нічна Варта — мати Світлани
47. 2004 — Па — сусідка діда Оксани
48. 2004 — 2008 — Моя прекрасна нянька — Надія Михайлівна / Баба Надя (бабуля Віки)
49. 2005 — Аеропорт — мати Кіри
50. 2005 — Таксистка 2 — Марія Олександрівна Бичкова
51. 2005 — Отаман — Семенівна
52. 2005 — Чорна богиня — баба Віра
53. 2005 — Громови (телесеріал) — Анна Петрівна
54. 2005 — За ім'я моє — Степанида
55. 2006 —  2009 — Клуб
56. 2006 — День грошей — Вітольдівна
57. 2006 — Таксистка 3 — Марія Олександрівна Бичкова
58. 2006 — Солдати 9 —  бабка у Колобкова
59. 2007 — Таксистка 4 — Марія Олександрівна Бичкова
60. 2007 — Нічні сестри —  бабуся Люби
61. 2007 — Служба довіри — Олена Василівна Романова
62. 2007 — Чужі таємниці — Марія Проніна
63. 2007 — Антидур — сусідка бандитів
64. 2007 — Тримай мене міцніше — бабуся Данила
65. 2008 — Захист проти — Ганна Яківна
66. 2008 — Вдалий обмін
67. 2008 — Довгоочікуване кохання
68. 2008 — Дев'ять ознак зради
69. 2008 — Пиріжки з картоплею — мати Леоніда
70. 2009 — Тому що це я — мати Наді
71. 2009 — Пістолет Страдіварі — Елла Аскольдівна
72. 2010 — Остання хвилина — Офелія
73. 2010 — Найщасливіша — бабуся Марини
74. 2010 — Спроба Віри — мати Сергія
75. 2010 — Москва Рай — бабуся з церкви
76. 2010 — Союз нерушимий — Бура
77. 2010 — Глухар-3 — Ніна Петрівна (серія «Скарб Тибету»)
78. 2011 — Викрутаси — бабуся Наді (камео)
79. 2011 — Москва. Три вокзалу 4 — Яблонська (серія «На рейках»)
80. 2011 — Короткий курс щасливого життя — Белла, подруга Емми
81. 2011 — Товариші поліцейські — Тетяна Єгорівна (серія «Гріх. Шахраї»)
82. 2012 — Мами — сусідка (новела «Я не Коля»)
83. 2012 — Під прицілом кохання — Марія Михайлівна
84. 2012 — Темне царство — Фомінішна (фільм № 3 «Свої люди — розрахуємося»)
85. 2012 — Самотній вовк — мати Ігоря Кремньова
86. 2012 — 2013 — Ой, ма-моч-ки! — Ольга Прокопівна, санітарка
87. 2013 — Ванька — Марія Сергіївна
88. 2013 — Вчитель у законі. Повернення —  Розанна Генрихівна (мати Циркача)
89. 2014 — Змішані почуття — пацієнтка
90. 2014 — Ленінград 46 — Євдокія Павлівна Сєрова (фільм № 5 «Перевертні»)
91. 2014 — Ялинки 1914 — Марія Опанасівна
92. 2015 — Як я став росіянином — баба Шура
93. 2015 — Точки опори (6-а серія) — бабка в ізоляторі тимчасового тримання
94. 2016 — Вишибала — баба Поліна
95. 2016 — Тримай удар, крихітко! — бабуся Льоні
96. 2017 — Три сестри — Анфіса
97. 2018 — Новорічний ангел — Зінаїда Петрівна Іллясова

## Озвучування

### Озвучування кінофільмів
- 1964 — Мері Поппінс — місіс Брілл / Mrs. Brill / пташниця / A bird woman
- 1970 — Каблучка княгині Анни — епізод
- 1972 — Саджанці — Каха
- 1972 — Сюди прилітають лебеді — Мукай
- 1973 — Двоє в місті — Евелін / Évelyne
- 1974 — Пірати Тихого океану — фрау Уелдон / Frau Weldon
- 1975 — Браконьєр — епізод
- 1976 — Іграшка —  Ерік Рамбаль-Коші
- 1977 — Потвора — кінозірка
- 1980 — Гра в чотири руки — Джина
- 1981 — Пригоди Тома Сойєра і Гекльберрі Фінна — Гекльберрі Фінн
- 1983 —  Міраж — епізод
- 1984 — Нескінченна історія — Імператриця / The Childlike Empress
- 1984 — Роня, дочка розбійника — другорядна роль
- 1985 — Операція «Скрипковий футляр»
- 1987 — Кругообіг
- 1990 — Красиве життя
- 1990 — Привид — Ода Мей Браун
- 1991 — У ліжку з ворогом
- 1993 — Філадельфія — Сара Беккетт / Sarah Beckett
- 1993 — Биття серця — другорядна роль
- 1995 — Аполлон-13 — Бланш Ловелл / Blanch Lovell
- 1996 — Чужі почуття — Тереза / Teresa
- 1997 — Гра — Ільза / Ilsa
- 1998 — Служителі закону — Кетрін Уолш / Catherine Walsh
- 1998 — Зіткнення з безоднею — Робін Лернер
- 2000 — Дім великої матусі — міс Паттерсон / Miss Patterson
- 2001 — Джиперс Криперс — кошатница
- 2001 — Обіцянка — Анналіза Хансен
- 2002 — Атака павуків — тітка Гледіс / Aunt Gladys
- 2003 — Шибайголова — стара жінка у літаку / Old Lady on Plane
- 2003 — Матриця: Перезавантаження — стара жінка на Зіоні (Ліліана Богатко)
- 2003 — Поганий Санта — бабуся
- 2003 — Таємнича річка — місіс Прайор / Mrs. Prior
- 2004 — Зіткнення — мати Грема / Graham's Mother
- 2004 — Гарфілд — місіс Бейкер
- 2004 — Крихітка на мільйон доларів — Ерлін Фіцджеральд / Earline Fitzgerald
- 2005 — Босоніж — фрау Келлер
- 2005 — Якщо свекруха — монстр — Гертруда
- 2005 — Непрохані гості — бабуся Мері Клірі / Grandma Mary Cleary
- 2005 — Любов до собак обов'язкова — тітка Ейлін / Aunt Eileen
- 2005 — Гордість і упередження — тітонька Елізабет Беннет
- 2005 — Хочу бути тобою — місіс Лефковіц / Mrs. Lefkowitz
- 2005 — Моя жахлива няня — тітка Аделаїда / Aunt Adelaide
- 2005 — Мемуари гейші — оповідачка Саюри / Sayuri Narration
- 2006 — Сайлент Хілл — сестра Маргарет
- 2006 — Капосна вівця — місіс Мак
- 2007 — Гаррі Поттер та Орден Фенікса — місіс Арабелла Фігг / Mrs. Arabella Figg
- 2008 — Спайдервик: Хроніки — Люсінда Спайдервик / Lucinda Spiderwick
- 2008 — Замерзла з Маямі — Труді Ван Ууден
- 2008 — Ананасовий експрес: Сиджу, курю — офіцер Керол Брейзер / Officer Carol Brazier
- 2008 — Список контактів — літня жінка / Old Woman
- 2008 — Орлиний зір — місіс Віржбовскі / Mrs. Wierzbowski
- 2008 — Загадкова історія Бенджаміна Баттона — Дейзі Фуллер / Daisy Fuller
- 2008 — Друг нареченої — бабуся Перл / Grandma Pearl
- 2009 — Книга Ілая — Март / Martha
- 2009 — Легіон — Гледіс Фостер / Gladys Foster
- 2009 — Іоанна — жінка на папському престолі — настоятелька Арнальдо / Bishop Arnaldo
- 2009 — Елвін і бурундуки 2 — Джекі Севіль
- 2010 — Гаррі Поттер і Смертельні реліквії: Частина 1 — тітка Мюріель Візлі / Auntie Muriel Weasley
- 2010 — Копи на підхваті — мама Рамос / Mama Ramos
- 2011 — Дівчина з татуюванням дракона — Ізабелла Вангер / Isabella Vanger
- 2011 — Пінгвіни містера Поппера — місіс Ван Ганді
- 2012 — Я, Алекс Кросс — мама Нана
- 2013 — Філомена — Барбара
- 2014 — Зимова фантазія — Вілла в старості
- 2014 — Інтерстеллар — Мьорф в старості
- 2014 — Бабадук — місіс Роуч
- 2015 — Шалений Макс: Дорога гніву — хранителька насіння

### Озвучування мультфільмів
- 1966 — Головний Зоряний
- 1973 — Робін Гуд — мати-кролиця (дубляж студії «Піфагор», 1999 р)
- 1981 — Лисенятко Вук — дорослий Вук, жаба (дубляж ЦТ СРСР, 1984 р.)
- 1984 — Слоненя пішло вчитися — мишенята
- 1985 — Пригоди Марка Твена — Том Сойєр / Tom Sawyer (радянський дубляж)
- 1985—1991 — Пригоди ведмежат Гаммі — Урса, Бадді, принцеса Марі (серія «Проблеми двох принцес») (дубляж РДТРК «Останкіно», 1991—1992 рр.)
- 1983—1990 — Пригоди бурундуків — Джекі Севіль (дубляж Телевізійної студії кінопрограм Останкіно)
- 1986—1991 — Справжні мисливці за привидами — Елейн (Герой рідного міста), Луїза (Janine's Day Off), Мамочка-привид (Ghosts 'R Us), другорядні персонажі (дубляж ТРК Останкіно, 1993—1994 рр.)
- 1987—1990 — Качині історії — Віллі (дубляж 1990—1994 рр.)
- 1987—1988 — Казки братів Грімм — хлопчик («Злий дух і його Бабуся», «Кришталева куля»), мати («Кришталева куля») (дубляж студії «Фортуна-Фільм» на замовлення МНВК, 1995 г.)
- 1988 — Лютий Бамбр — птах
- 1991 — Тасманійський диявол
- 1990—1992 — Tiny Toon. Пригоди мультяшок — Фіфі ля Фьюме, Монтана Макс, Кондор Конкорд, Родерік Рет
- 1993 — Баскетбольна лихоманка — другорядні персонажі
- 1995 — Русалонька — Карлотта, епізодичні персонажі[10]
- 1995 — Покахонтас — Бабуся Іва / Grandmother Willow
- Рік випуску 1996 — Горбань із Нотр-Дама — Лаверна / Laverne
- 1998 — Покахонтас 2: Подорож до нового світу — Бабуся Іва / Grandmother Willow[11]
- 1998 — Принцеса-лебідь: Таємниця зачарованого скарбу — Зельда / Zelda
- 2005 — Дивовижні пригоди Хоми (Як Хома і ховрах не розлучалися) — Лисиця
- 2006 — Чарівниці — Ян Лін (1-й сезон)
- 2012 — Льодовиковий період 4: Континентальний дрейф — Бабуля[12]
- 2013 — Сімейка Крудсів — Гран
- 2014 — Пригоди містера Пібоді і Шермана — вчителька
- 2014 року — Книга життя — бабуся Маноло
- 2016 — Льодовиковий період: Курс на зіткнення — Бабуля

### Комп'ютерні ігри
- 2000 — The New Adventures of the Time Machine (Nival)
- 2001 — Max Payne — Ніколь Хорн, Мона Сакс, Ліза Пунчінелло, комп'ютерний голос проекту Вальгаллу, Капітан Бейсбольна битка
- 2002 — Pool of Radiance: Ruins of Myth Drannor (Логрус)
- 2002 — Post Mortem — Ортанс Еллуен, Евелін
- 2003 — Ring 2: Легенда про Зигфріда (Логрус)